# 于希特尔豪森
于希特尔豪森是德国巴伐利亚州的一个市镇。总面积62.14平方公里，总人口3828人，其中男性1943人，女性1885人（2011年12月31日），人口密度62人/平方公里。